# Das Beste aus … Gottes Beitrag und Teufels Werk
Das Beste aus … Gottes Beitrag und Teufels Werk ist ein Best-of-Album des deutschen Musikprojekts E Nomine. Es wurde am 13. Dezember 2004 über die Labels Polydor und Maxximum Records als Standard- und Limited-Edition veröffentlicht.

## Inhalt
Die für die Kompilation ausgewählten Lieder stammen zum Großteil von den drei zuvor veröffentlichten Studioalben von E Nomine. So sind drei Songs dem Debütalbum Das Testament von 1999 entnommen. Fünf Stücke sind auf dem zweiten Album Finsternis, das 2002 erschien, enthalten. Mit sechs Titeln stammen die meisten Lieder vom dritten Album Die Prophezeiung aus dem Jahr 2003. Der Song Der Turm erschien zuvor als B-Seite auf der Single Schwarze Sonne. Außerdem sind mit Gottes Beitrag und Teufels Werk, Nebelpfade, Der Ring der Nibelungen, Opus Magnum sowie Vater Unser Part II (Psalm 23) fünf zuvor unveröffentlichte Stücke auf der Kompilation enthalten.
Die Limited-Edition beinhaltet zudem unter anderem den zuvor unveröffentlichten Titel Drachengold, einen Hitmix aus den zuvor erschienen Singles der Band, ein Klassik-Medley sowie eine Orchester-Version des Liedes Deine Welt.

## Produktion
Das Album wurde von den E-Nomine-Mitgliedern Christian Weller und Fritz Graner sowie dem Lizenznehmer David Brunner produziert. Alle drei fungierten dabei auch als Ausführende Produzenten.

## Beteiligte Sprecher
Die Texte der Lieder des Albums werden von zehn bekannten deutschen Synchronsprechern gesprochen. Diese sind Christian Brückner (Stimme von Robert De Niro und Gary Oldman), Thomas Danneberg (Stimme von Rutger Hauer, John Travolta und Arnold Schwarzenegger), Otto Mellies (Stimme von Christopher Lee), Eckart Dux (Stimme von Anthony Perkins und Michael Caine), Elmar Wepper (Stimme von Mel Gibson), Martin Keßler (Stimme von Nicolas Cage und Vin Diesel), Gerrit Schmidt-Foß (Stimme von Leonardo DiCaprio), Rolf Schult (Stimme von Anthony Hopkins), Helmut Krauss (Stimme von Samuel L. Jackson) sowie Michael Chevalier (Stimme von Oliver Reed und Omar Sharif). Außerdem ist der Schauspieler Ralf Moeller auf zwei Songs zu hören.

## Covergestaltung
Das Albumcover zeigt zwei Drachen, hinter denen ein großes Holzkreuz emporragt. Der Hintergrund besteht aus überwiegend weißem, wolkigen Himmel. Im oberen Teil des Bildes befinden sich die dunkelgrauen Schriftzüge E Nomine sowie Das Beste aus … Gottes Beitrag und Teufels Werk. Die Limited-Edition ziert das gleiche Motiv. Allerdings steht auf dem Holzkreuz Limited Edition in Weiß und die dunkelgrauen Schriftzüge E Nomine sowie Das Beste aus … Gottes Beitrag und Teufels Werk befinden sich im unteren Teil des Bildes.

## Titelliste
| #  | Titel                                        | Sprecher           | Länge | Original-Album                     |
| -- | -------------------------------------------- | ------------------ | ----- | ---------------------------------- |
| 1  | Gottes Beitrag und Teufels Werk              | Otto Mellies       | 1:37  | zuvor unveröffentlicht             |
| 2  | Vater Unser                                  | Christian Brückner | 3:18  | Das Testament                      |
| 3  | Mitternacht                                  | Christian Brückner | 3:51  | Finsternis                         |
| 4  | Nebelpfade                                   | Thomas Danneberg   | 4:14  | zuvor unveröffentlicht             |
| 5  | Das Omen im Kreis des Bösen                  | Christian Brückner | 3:47  | Die Prophezeiung                   |
| 6  | Der Ring der Nibelungen                      | Otto Mellies       | 3:46  | zuvor unveröffentlicht             |
| 7  | Das Tier in mir (Wolfen)                     | Christian Brückner | 3:59  | Finsternis                         |
| 8  | Nachtwache (Blaubeermund)                    | Eckart Dux         | 5:08  | Finsternis                         |
| 9  | Die Runen von Asgard                         | Elmar Wepper       | 5:51  | Die Prophezeiung                   |
| 10 | Schwarze Sonne                               | Ralf Moeller       | 3:47  | Die Prophezeiung (Spezial-Edition) |
| 11 | Opus Magnum                                  | Martin Keßler      | 3:03  | zuvor unveröffentlicht             |
| 12 | Laetitia                                     | Gerrit Schmidt-Foß | 3:34  | Die Prophezeiung                   |
| 13 | Die schwarzen Reiter                         | Rolf Schult        | 4:28  | Finsternis                         |
| 14 | E Nomine (Denn sie wissen nicht was sie tun) | Christian Brückner | 3:23  | Das Testament                      |
| 15 | Das Böse                                     | Helmut Krauss      | 3:46  | Finsternis                         |
| 16 | Deine Welt                                   | Christian Brückner | 3:18  | Die Prophezeiung                   |
| 17 | Spiegelbilder                                | Michael Chevalier  | 3:58  | Die Prophezeiung (Spezial-Edition) |
| 18 | Bibelworte des Allmächtigen                  | Thomas Danneberg   | 4:17  | Das Testament                      |
| 19 | Der Turm                                     | Ralf Moeller       | 3:10  | B-Seite der Single Schwarze Sonne  |
| 20 | Vater Unser Part II (Psalm 23)               | Christian Brückner | 4:02  | zuvor unveröffentlicht             |

Bonus-CD der Limited-Edition:
| # | Titel                          | Länge |
| - | ------------------------------ | ----- |
| 1 | Drachengold                    | 3:47  |
| 2 | E Nomine… der Hitmix           | 20:29 |
| 3 | Klassik Medley                 | 12:25 |
| 4 | Deine Welt (Orchester-Version) | 3:32  |
| 3 | Schwarze Sonne (Video)         |       |
| 4 | Making Of: Schwarze Sonne      |       |

## Chartplatzierungen und Singles
Das Beste aus … Gottes Beitrag und Teufels Werk stieg am 27. Dezember 2004 auf Platz 30 in die deutschen Albumcharts ein und belegte in den folgenden Wochen die Ränge 55 und 38. Insgesamt hielt sich das Album sechs Wochen in den Top 100. Auch in Österreich, nicht aber in der Schweiz konnte sich der Tonträger in den Charts platzieren.
Als Single wurde vorab das Lied Vater Unser Part II (Psalm 23) ausgekoppelt. Es erreichte Position 53 in den deutschen Charts und hielt sich neun Wochen in den Top 100.